# 壺酒

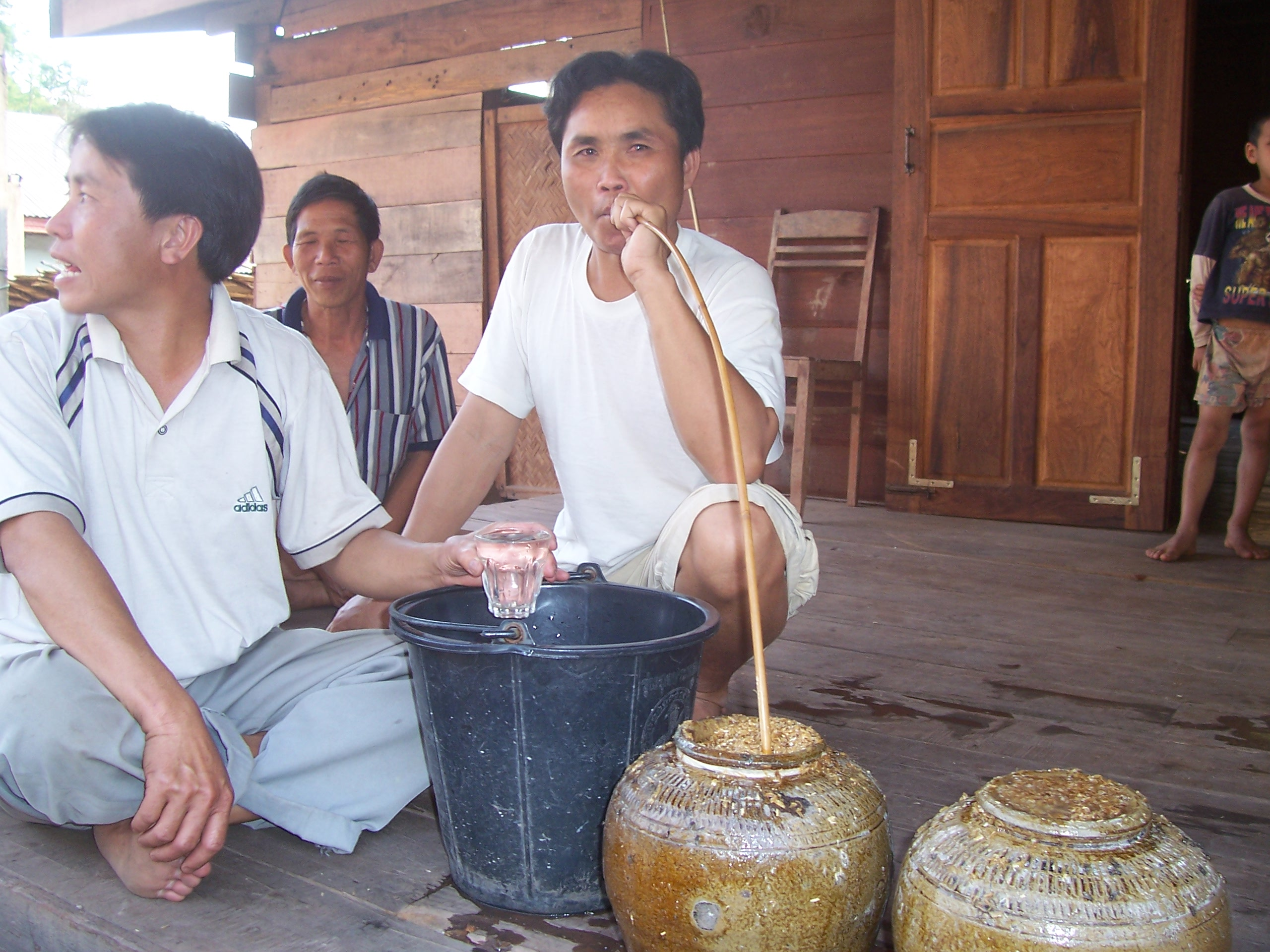
ラオスの壺酒・ラオ・ハイを、竹製のストローで吸って飲んでいる男性。

壺酒（つぼざけ）とは、東南アジアの大陸部から島嶼部にかけての地域で伝統的に醸造し、飲用されてきた醸造酒の一形態である。

## 概要
「壺酒」の語は、ラオ語の「ラオ・ハイ」（壺の酒）の訳語である。
壺酒とされる酒には、以下の定義がある。
- 陶器の壺を仕込み容器にする。
- 炊いた穀物と餅麹のみで仕込む。飲用する際の便宜を図ってもみ殻を混ぜる場合もあるが、仕込み水は使わず固形状態で発酵させる。
- 充分に発酵したところで壺のもろみに水を注ぎ、エタノールが溶け込んだ水を酒とする。
- 壺に竹か籐製のストローを差し込み、そのまま吸って味わう。

## 製法
以下は、タイの東北部・メコン川を挟んでラオスを望むラコン・ファノム近郊の村における、1994年当時のオウ（壺酒）製造過程である。
1. もみ殻と糯米を1:3の割合で混合し、1時間ほど蒸上げる。
2. マットに広げて室温にまで冷まし、糯米4kgに対し50gのルクパン（餅麹）を粉末にしてふりかける。
3. 大型の壺に仕込んで数日間かけ一次発酵させたのち、小型の壺4個に取り分ける。壺の口にポリエチレンの布を被せ、さらにもみ殻を混ぜて練った灰で固めて密封する。
4. この状態で15日から30日[2]ほど発酵させる。
5. 飲む際は壺の封印を解いてコップ1杯分の水を注ぎ、竹製のストローを差し込み、発酵によってエタノールが溶け込んで「酒」になった水を味わう。最初は客人や目上の人に薦め、後は集団でストローを差し込んで飲む。液体分を飲み干したら再度水を注ぎ、アルコール分が無くなるまで飲む。保存が効かないため、封を切ったその日のうちに飲みきるのが基本である。

オウはアルコール度数8度ほどで甘く、飲みやすいという。封を切らず、壺の状態で売られることもある。値段は2002年の報告によれば、壺1個100バーツであった。
ベトナム北部の壺酒・ルオウ・カンも参照。

## 飲み方
基本的に壺酒はハレの振る舞い酒として一堂に会した村人が共に壺を囲み、一斉にストローを差し込んで味わうものである。人数が多ければ小さな壺を囲むことが難しくなるため、サイフォンの原理で酒を吸出し、別の器に取り分けて銘々に回す。酒を吸う際には軟化した飯粒でストローが詰まる恐れがあるため、前もって先端に布を巻きつけ飲みながら濾過させるか、仕込みの際に「濾材」としての籾殻を混ぜ込むなどの工夫が凝らされる。
壺に仕込む際のもみ殻の配置は、地域や民族ごとに違いがあり、ベトナムの山岳民族を例にすれば、コホ族は飯ともみ殻を層状に仕込むが、エデ族は壺の上部、飯の上にもみ殻を載せる。ムノン族は飯ともみ殻を全体的に混合する。一方でベトナム北部に住むト族の壺酒はトウモロコシを原料とするため、発酵後も粒が潰れない。そのため、もみ殻は仕込まれない。

## 分布

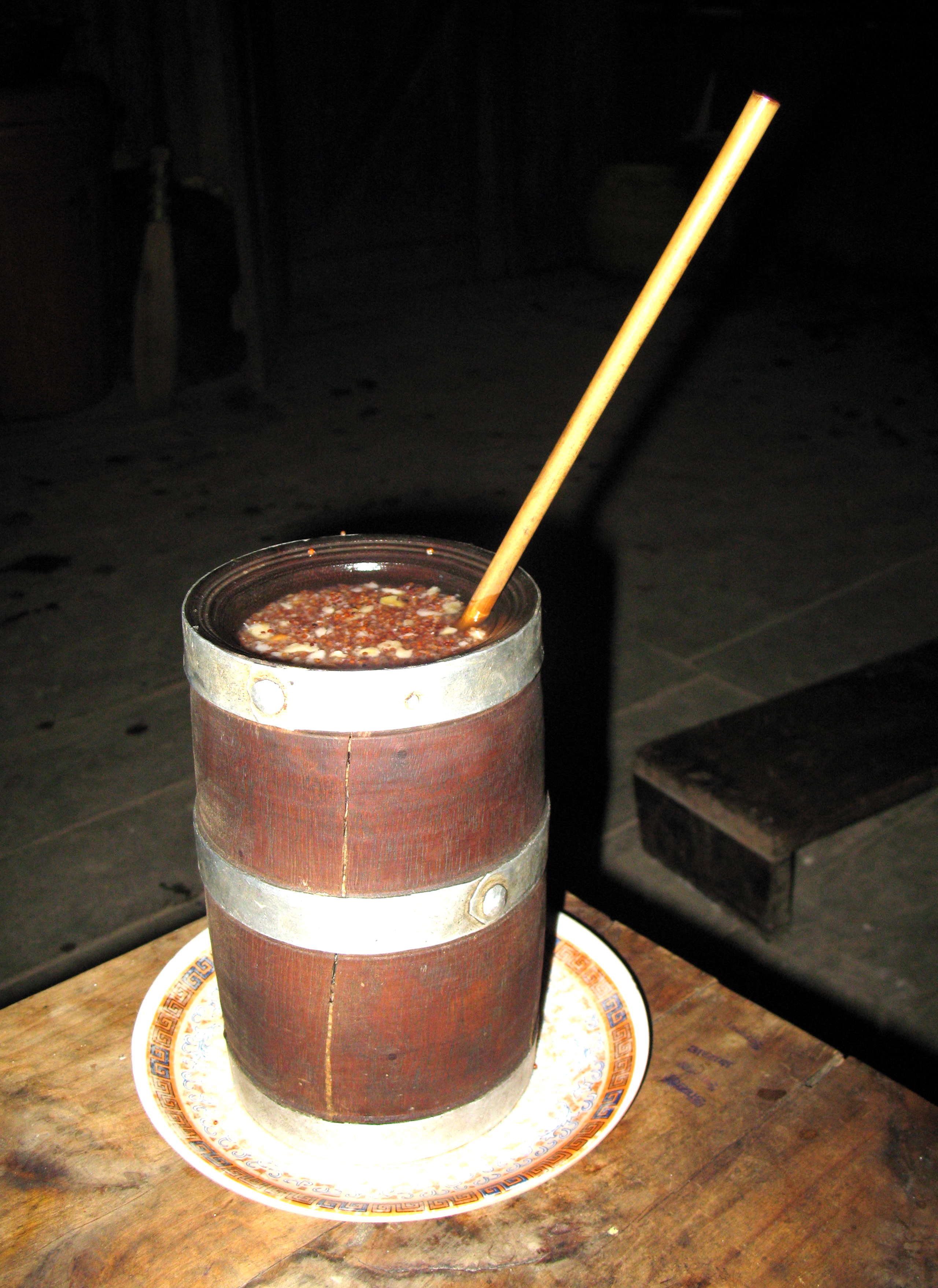
ネパールの酒・チャン。固形状態のもろみを木製容器に取り、湯を注いでストローで味わう。

同様の「飯と麹を壺に仕込み、水を加えず固形発酵させた後、水を注いでストローで味わう」形式の酒は、タイ、ラオスの北部、ベトナムの山岳地帯から中国西南部の少数民族、海南島、台湾原住民族の間に広く分布する。さらにネパールに伝承される酒・チャンは壺から直接吸引こそしないものの、固形発酵させたもろみを木製の容器に取り分け、湯を注いでアルコール分を溶かし出し、竹のストローで吸って味わう点が壺酒と共通している。
原料は糯米が基本だが、ラオス北部に居住するクム族の壺酒はハトムギを原料とする。インド・ミャンマー国境地帯のチン族はトウモロコシや雑穀で壺酒を仕込んでいる。また、ベトナム北部のエデ族は、糯米を主原料とするものの、焦げ飯を加えることで酒に香りと色を付加する。

## 歴史
6世紀の中国で著された農書・『斉民要術』には、底に小石を敷いた壺に炊いた粟と麹を混ぜて仕込み、飲む際は水を注いで蘆の管で吸う「粟米爐酒」が紹介されており、これが文献上における壺酒の初見である。
現在の東南アジアでは蒸留酒やビールが流通する一方、ハレの宴席では壺酒が今なお愛飲されている。車座の中心に置かれた壺から一斉に酒を吸う行為は、集団の結束を再認識する場面でもある。飲みながら仲間をからかい、あるいは飲む順番の間合いを測ることで自身の立ち位置を確認する。一方で個人主義や衛生観念の普及から、壺の酒をコップに取り分けて個人的に飲む方式も一般化している。ボルネオ島のドゥスン族は伝統的に米かキャッサバを原料とした壺酒「トーミス」を飲用してきたが、近年はプラスチックのコップに取り分けての個人飲みが一般化した。さらに2008年以降は1.5リットル入りペットボトルの上部を切り開いて仕込み、水を注ぎつつプラスチックストローで個人的に飲むトーミスが村内の酒造家から売り出されている。「容器（壺）のリサイクル」「つけ買い」が前提だった壺仕込の時代から「使い捨て容器」「現金購入」への移行により、民族の経済観念や酒宴の場は新たなステージに入りつつある。